# Zarzecze (powiat niżański)
Zarzecze – wieś w Polsce, położona w województwie podkarpackim, w powiecie niżańskim, w gminie Nisko. Miejscowość jest siedzibą rzymskokatolickiej parafii Matki Boskiej Śnieżnej należącej do dekanatu Ulanów w diecezji sandomierskiej.
W latach 1975–1998 miejscowość należała administracyjnie do województwa tarnobrzeskiego.

## Integralne części wsi
| SIMC    | Nazwa      | Rodzaj     |
| ------- | ---------- | ---------- |
| 1042800 | Bukowina   | część wsi  |
| 1042816 | Gabryły    | przysiółek |
| 1042839 | Krzaki     | przysiółek |
| 1042845 | Kudelki    | część wsi  |
| 1042851 | Ług        | część wsi  |
| 1042874 | Nowa Wieś  | część wsi  |
| 1042880 | Piaski     | część wsi  |
| 1042897 | Podborek   | przysiółek |
| 0991993 | Spokojna   | przysiółek |
| 1042911 | Stara Wieś | część wsi  |
| 1042928 | Szoje      | przysiółek |
| 1042934 | Wypych     | część wsi  |
| 1042940 | Zadąbrowa  | przysiółek |
| 1042957 | Zapać      | przysiółek |

Na przełomie XIX i XX w. Zarzecze składało się z następujących części: Bukowina, Hawryły, Krzaki, Kudylki, Szoje i Zapacz.
Poza tym mieszkańcy znają jeszcze inne nazwy przysiółków i miejsc: Brodek, Bartoniowiec, Bełsów, Blak, Błonie, Budziska, Cegielnisko, Cierpisówka, Dąbrowa, Folwark, Gliniki, Gruzda, Gózd, Grabie, Grądy, Jasiuniowa Górka, Kamień, Kobyle, Klemensówka, Kolonko, Koło św. Jana, Kontralowka, Kręgły Dół, Krzętla, Księży Sad, Lisie Jamy, Łaski, Maloniowa Góra, Mordownia, Na Koniu, Nowiny, Niwa Szojowa, Ochronka, Ogrody, Okopnisko, Olszyna, Organistówka, Pająków Rysztok, Pajorowa Górka, Pańskie, Piekło, Poddąbrowa, Pod Karczmą, Podlądzie, Pod Łazem, Popowe, Poręba, Pożogi, Pułanek, Regulówka, Rękasówka, Roboty, Rosadnisko, Sędziówka, Słona Woda, Smarkata Górka, Sobótki, Surdoły, Szubowa Góra, Wały Szwedzkie, Wilcza Olszyna, Wygon, Wykop, Zagojsc, Zdłużnica, Żdziarska Droga, Zrębie, Żdżary.

## Położenie i warunki geograficzne
Zarzecze leży na krańcu Płaskowyżu Tarnogrodzkiego (wchodzącego w skład Kotliny Sandomierskiej), który jest usytuowany między dolinami rzecznymi Sanu, Tanwi i Szkła. Mieści się na prawym, wysokim brzegu Sanu, na trasie Rzeszów-Lublin. Od północy, między Hutą Deręgowską a Zarzeczem, płynie potok Chodźca. Miejscowość wznosi się na wysokości ok. 180 m. n. p. m., zniżając się ku rzece stromym zboczem. San, płynąc pod wsią na wysokości 150 m. n. p. m., podmywa jej brzeg. Zarzecze góruje nad pobliskim Niskiem, Kłyżowem czy też Ulanowem.
Powierzchnią wspomnianego płaskowyżu są pylaste lessy, zaś brzegi Sanu pokrywają holoceńskie mady, które przedstawiają wysoką wartość dla uprawy rolniczej. Kontrastuje to wyraźnie z glebami całej okolicy, które w istocie są piaszczyste, a spora ich część jest zalesiona. Ich występowanie na tym terenie sprzyjało gospodarce rolnej, bo tego typu gleby (jako lekkie) łatwo poddają się w uprawie nieskomplikowanej technice rolniczej. To wzmacniało tendencje osadnicze.
Wysokie zbocze Sanu w Zarzeczu porastają takie rośliny jak: Tymotka Bemera, rzepik pospolity, koniczyna i gorysz pagórkowy, ciemiężyk lekarski. Natomiast charakterystycznym i oryginalnym przedstawicielem tutejszej fauny jest modliszka, dla której miejsce to jest ostoją.
Przez wieś przebiega żółty szlak turystyczny z Sandomierza do Leżajska.

## Demografia
W 1988 wieś zamieszkiwało 2549 osób, w 2002 – 2776, zaś w 2009 – 2920.

## Nazwa miejscowości
Obecna nazwa wsi przynależy do rodziny topograficznych (miejsce za rzeką), w XIX wieku brzmiała: Zarzyce. Była to nazwa patronimiczna.

## Historia

### Pradzieje
W 1934 roku w Zarzeczu rozkopano cmentarzysko łużyckie. Pracami wykopaliskowymi kierował dr Tadeusz Reyman z Krakowa. Było to cmentarzysko ciałopalne, którego datację określa się na przełom V okresu epoki brązu i okresu halsztackiego (ok. 700–650 l. p.n.e.), znajdujące się na polu W. Maziarza, na północ od Hawrył. Reyman rozkopał ogółem 49 grobów. Wśród naczyń znalazły się: waza, czerpaki i naczynia z załamanym brzuścem i łukowatą szyjką. Dokumentacja z wykopalisk została zdeponowana w Muzeum Archeologicznym w Krakowie, natomiast przedmioty i naczynia znalazły swoje miejsce w utworzonym w 1934 roku Muzeum Historycznym w Sanoku. Podczas okupacji na terenie Zarzecza ponad trzy lata przebywał prof. Józef Kostrzewski z Poznania. Wedle opublikowanych wspomnień odkrył on osadę z młodszej epoki kamiennej. Potwierdził również istnienie ciałopalnego cmentarzyska kultury łużyckiej. Profesor nie przekopał cmentarzyska, gdyż przebywał na terenie wsi incognito. Jednak eksponaty znalezione podczas oględzin powierzchniowych odsyłał do dra Konrada Jażdżewskiego, który kierował Muzeum Archeologicznym w Warszawie. Po II wojnie badania archeologiczne ponowiono. Zorganizowaniem wykopalisk w Zarzeczu w 1966 roku zajął się Konserwator Zabytków Archeologicznych i Katedra Archeologii UJ. Pracami kierowali Krystyna Kruczek i Kazimierz Moskwa. Rozkopano 28 grobów, zaś miejscem gdzie złożono materiały było Muzeum w Rzeszowie. Przeprowadzone prace miały charakter zabezpieczający ze względu na wynikłe zniszczenia cmentarzyska. Należy ono do tzw. tarnobrzeskiej grupy kultury łużyckiej, łącząc się ze skupieniem rudnickim. W przypadku Zarzecza są też widoczne wpływy kultury Basarabi.
Wzdłuż Sanu wiódł trakt handlowy, z czym wiążą się znaleziska monet rzymskich tzw. skarby. W Zarzeczu, w okresie międzywojennym (dokładnej daty brak), miejscowy rolnik podczas prac polowych znalazł właśnie taki skarb, składający się przypuszczalnie z ok. 120 monet. Przeważająca liczba denarów pochodziła z czasów cesarzy: Trajana (98–117 n.e.) oraz Marka Aureliusza (161–180 n.e.). Część ze znalezionych monet miał zakupić były właściciel folwarku zarzeckiego. Dzisiaj nie wiadomo, gdzie one się znajdują.

### Średniowiecze
Osadnictwo wczesnośredniowieczne w tutejszej okolicy zaczęło się rozwijać już w okresie wczesnopiastowskim. W wiekach VII-IX istniało siedlisko w pobliskim Nisku (tzw. pierwsza osada). Z tym faktem łączy się przypuszczenia związane z wysokim zarzeckim wzgórzem nad Sanem, gdzie w 1957 roku Antoni Kunysz odkrył obiekt, który określił mianem domniemanego grodziska. Znajduje się ono na tzw. Starej Wsi na miejscu, gdzie mieścił się kompleks budynków dworskich, a po wojnie Państwowy Ośrodek Maszynowy. W pobliskiej okolicy również stwierdzono występowanie domniemanych grodzisk (Jarocin, Zdziary). Chronologia ich wszystkich nie jest określona.
Wskazywano także na duże prawdopodobieństwo istnienia grodu w Zarzeczu. Miałoby za tym przemawiać usytuowanie na wzgórzu i nad rzeką. Z miejscowym grodem mogła być związana wspomniana wieś i osada w Nisku. Jednak przeprowadzone w 1962 roku wstępne rozeznanie archeologiczne nie dało pozytywnych rezultatów potwierdzających istnienie takiej osady. Istnieją jeszcze inne tłumaczenia kwestii tzw. grodziska w Zarzeczu. Otóż mieszkańcy wsi określają wspomniany obszar mianem „wały szwedzkie”. Podczas „potopu” tutejsza okolica była miejscem manewrów zarówno sił Szwedów, jak i też wojsk polskich. Niewykluczone jest więc, że mamy do czynienia z umocnieniami i fortyfikacjami, które mogły spełniać jakąś określoną rolę w czasie walk z tego okresu.
Już w wieku XIV, a więc po zjednoczeniu państwa polskiego przez Władysława Łokietka, rządy ostatniego Piasta – Kazimierza Wielkiego – przyczyniły się do odbudowy gospodarczej i rozwoju ekonomicznego kraju. Przesunięcie granic z tego czasu w kierunku południowo-wschodnim spowodowało, że ważny ośrodek jakim był Sandomierz, znalazł się wewnątrz kraju, a nie na jego rubieżach, jak to było wcześniej. Tym samym tereny na wschód i południe od tego małopolskiego miasta, gdzie rozciąga się Puszcza Sandomierska w widłach Wisły i Sanu, stały się dobrym miejscem do rozwoju osadnictwa. Dotyczyło to terenów położonych bezpośrednio w dolinie Sanu, gdzie leży Zarzecze. W owym czasie jednak liczba wsi nie była zbyt wielka, a obszar ten był pokryty przez lasy, wymienione następnie w lustracjach jako własność królewska. Dlatego też początkowo osadnictwo w przeważającej mierze skupiło się na obrzeżach kompleksu puszczańskiego. Wpływ na to wywierały różnego rodzaju czynniki geograficzne, geologiczne i hydrologiczne.
Do najstarszych wsi w okolicy Zarzecza zalicza się: Bieliny, Racławice i Jastkowice. Ich istnienie jest poświadczone już dla XIV wieku. Wioski te leżały na średniowiecznych traktach handlowych, ciągnących się zarówno po lewej stronie Sanu (szlak „ruski”, „sandomierski” z Przemyśla do Sandomierza i dalej ku Wielkopolsce), jak też wzdłuż prawego brzegu rzeki („gościniec lubelski”).
Z czasów panowania Władysława III Warneńczyka pochodzi najstarsza znana wzmianka dotycząca i poświadczająca istnienie Zarzecza dla I poł. XV wieku. Jest to dokument dany w Budzie w dn. 30 IX 1442. Akt wymienia zasługi Hryćka Kierdeja z Pomorzan, który w owym czasie pełnił funkcję wojewody podolskiego. Za owe „przysługi” król postanowił wziąć na siebie jego dług, który zaciągnął u Jana z Czyżowa koło Sandomierza, kasztelana i starosty, a także namiestnika Królestwa. Pożyczka w kwocie dwustu grzywien „w obiegowym polskim pieniądzu, licząc jak się zwykło w każdej grzywnie po czterdzieści osiem groszy” została zapisana wspomnianemu kasztelanowi „we wsiach (...) Jastkowice i Zarzecze w ziemi i powiecie sandomierskim”. Jak stwierdzał dokument królewski: „te (...) dwieście grzywien (...) przekazujemy niniejszym wraz ze wszystkimi i każdą z osobna tych wsi korzyściami, pożytkami, czynszami, dochodami, plonami, polami, łąkami, rolami, pastwiskami, lasami, borami, gajami, zagajnikami, zaroślami, krzakami i krzewami, rzekami, jeziorami, stawami, sadzawkami, wodami rybnymi i ich odpływami, młynami, przychodami, polowaniami, ptasznikarstwem, barciami i innymi całkowicie wszystkimi dochodami (...), które odnoszą się w jakiś sposób do tych wsi”. Fragment ten ukazuje strukturę gospodarczą wymienionych wsi, ich funkcje i rolę ekonomiczną w ramach domeny monarszej. Jan z Czyżowa miał zarządzać i posiadać te wsie „tak długo, aż przez nas lub naszych następców jemu lub jego prawowitym następcom te dwieście grzywien nie zostanie całkowicie spłaconych, po ich spłaceniu własność wymienionych wsi powróci pełnoprawnie do nas i naszych następców”.
O samym Zarzeczu informacje zamieszcza Długosz, który pisał, iż jest to „wieś (...), której własność należy do najświetniejszego króla Polski”; i w innym miejscu: „której dziedzictwo i własność należy do najłaskawszego władcy pana Kazimierza króla Polski”. Była to wieś królewska, królewszczyzna, ale z drugiej strony nie było żadnej posiadłości królewskiej. Osiadli tutaj kmiecie i karczmarze posiadali „rozległe pola, które uprawiają i orzą oraz dołączają nowe przez karczunek”. Obok łanów kmiecych i karczmy wymienione były również ogrody. Mieszkańcy wsi do prebendy turebskiej mieli odprowadzać „dwanaście garncy surowego miodu albo ich równowartość”. Jednocześnie też byli zobowiązani, aby świadczyć „dziesięcinę snopkową i konopną na rzecz kościoła w Bielinach”. Wartość tejże oceniano na „około osiem grzywien”. Poza takimi świadczeniami Zarzecze (obok Niska, Przędzela i Woli) miały dostarczać biskupowi w Krakowie tzw. decima novaliae równorzędną kwocie 10 grzywien.
W tymże czasie pojawiły się w okolicach Zarzecza również inne nowe wsie, takie jak Zaosicze (następnie zniesione przez San), Nisko, Pławo, Bieliniec i inne. Wraz ze stopniowym rozwojem królewszczyzn w XV wieku postępował proces zastawiania i rozdawnictwa domeny monarszej, co nasiliło się zwłaszcza za Warneńczyka i znalazło odbicie w wyżej wymienionym dokumencie. Gruntowne uporządkowanie królewszczyzn dokonało się w XVI wieku. To w ich wyniku, a zwłaszcza ustawy z 1590 roku pewną część majętności monarszych przeznaczono na tzw. ekonomie, czyli dobra stołowe. Ich przeznaczeniem było utrzymanie dworu króla. Natomiast pozostała, duża część królewszczyzn przekształcona została w dobra państwa – Rzeczypospolitej. Starostwo sandomierskie (w skład którego wchodziło Zarzecze) zostało zakwalifikowane do kategorii dóbr stołowych. Pomimo tego dobra te dzierżawili będący blisko króla ludzie, którzy sprawowali najwyższe urzędy w państwie.
Budynki sakralne w Zarzeczu

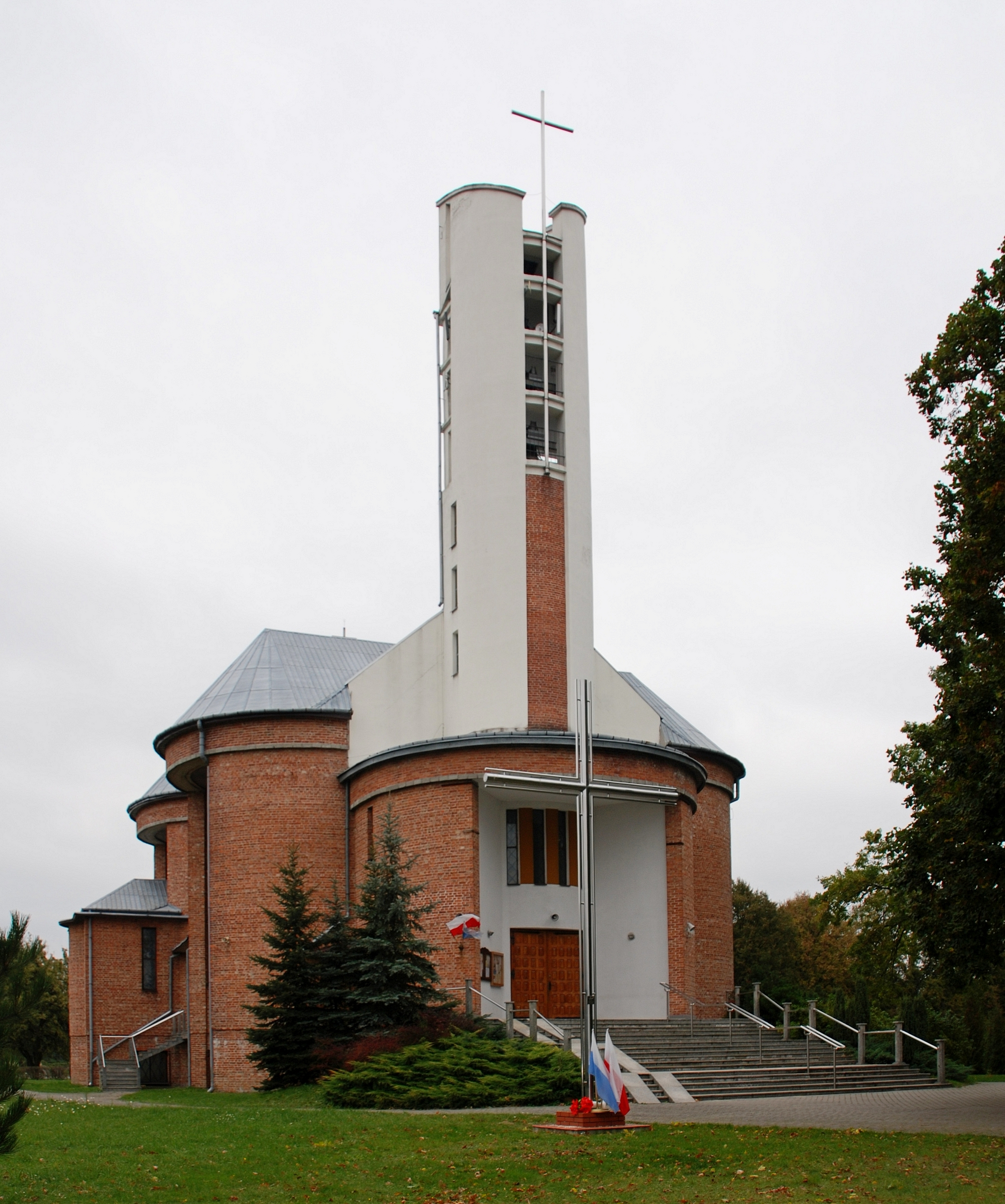
Kościół parafialny MB Śnieżnej
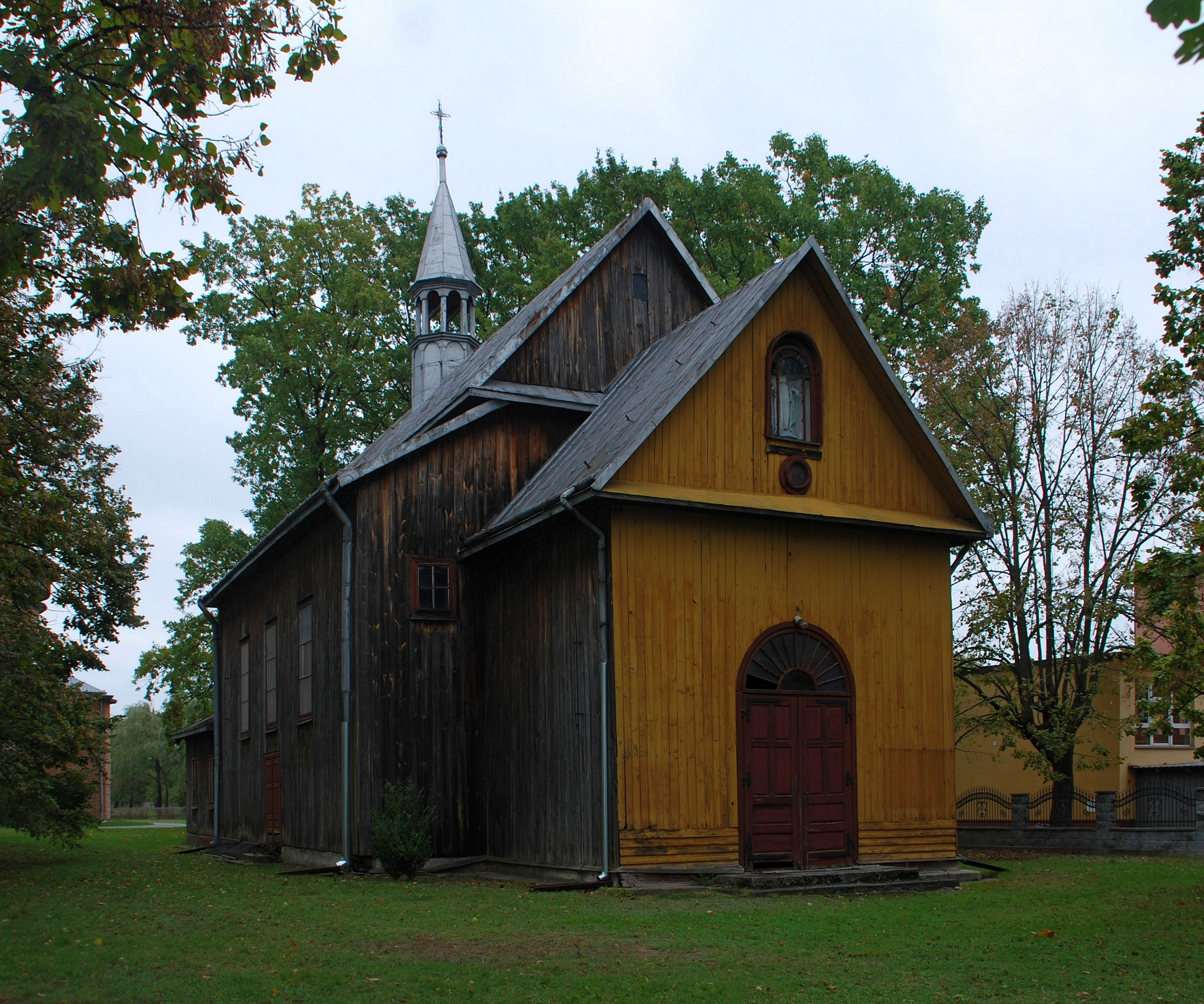
Zabytkowy drewniany kościół
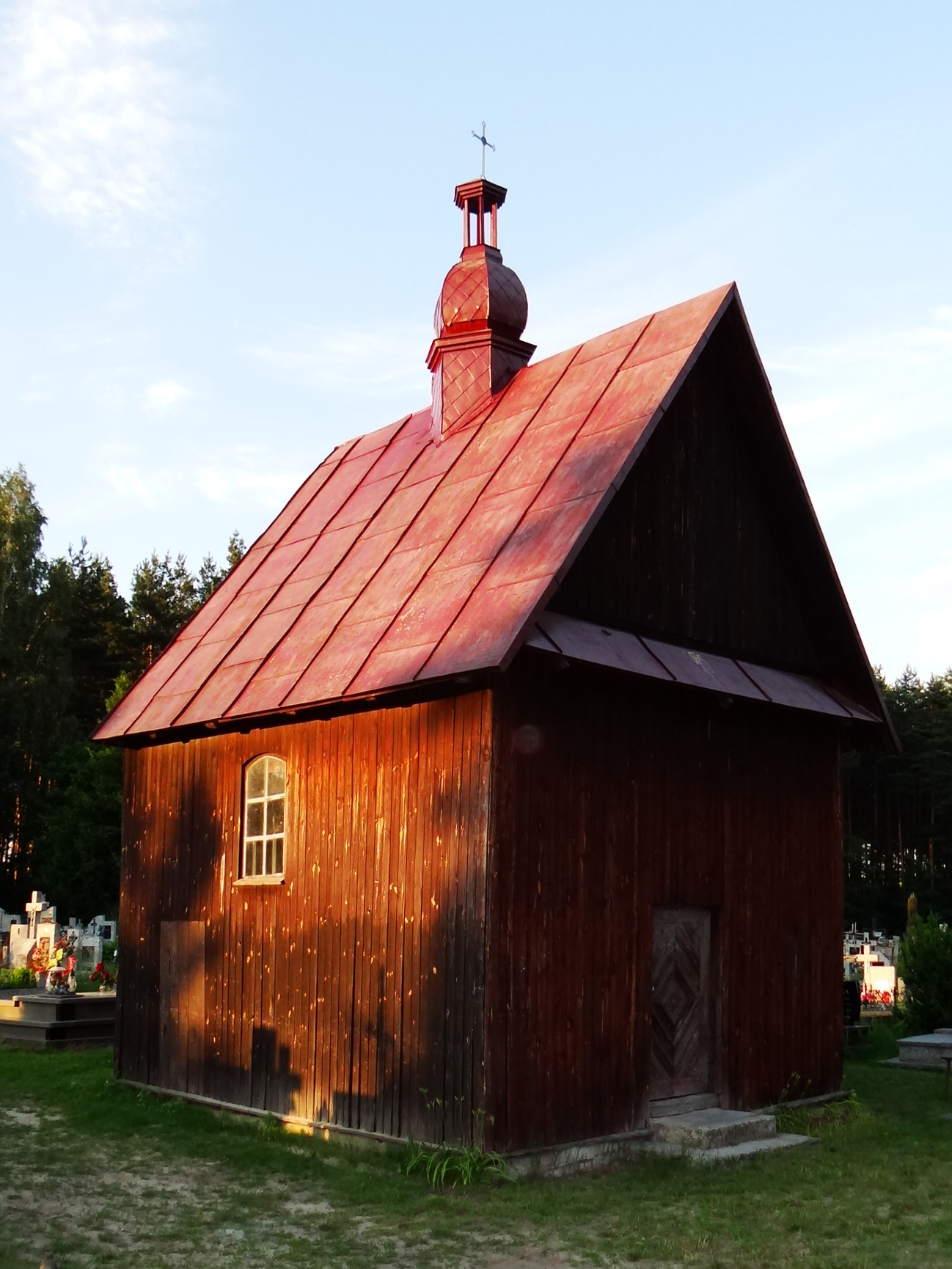
Zabytkowa kaplica cmentarna

### Pacyfikacja wsi w 1943

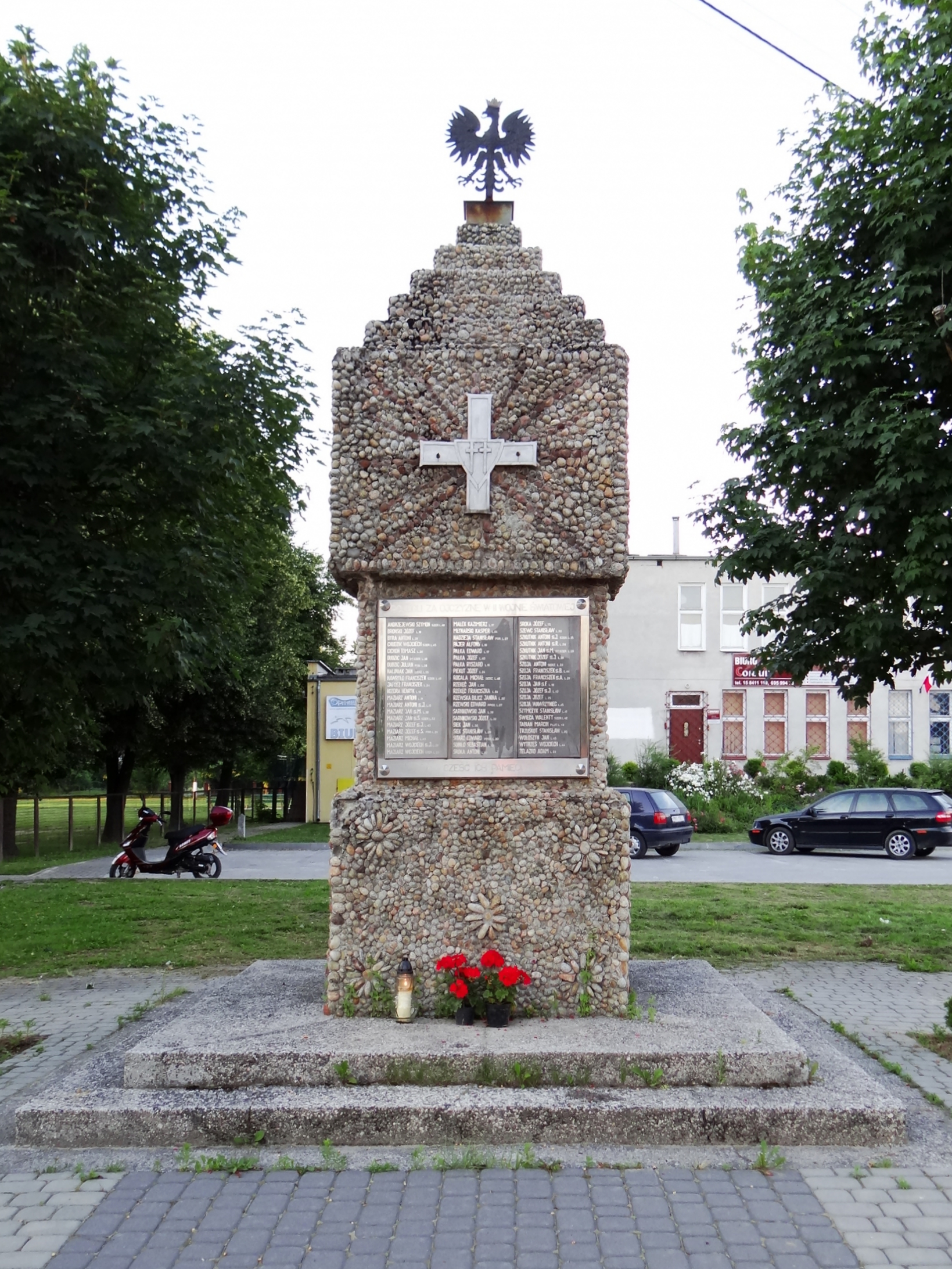
Pomnik w centrum wsi na miejscu, gdzie Niemcy zebrali schwytanych mężczyzn

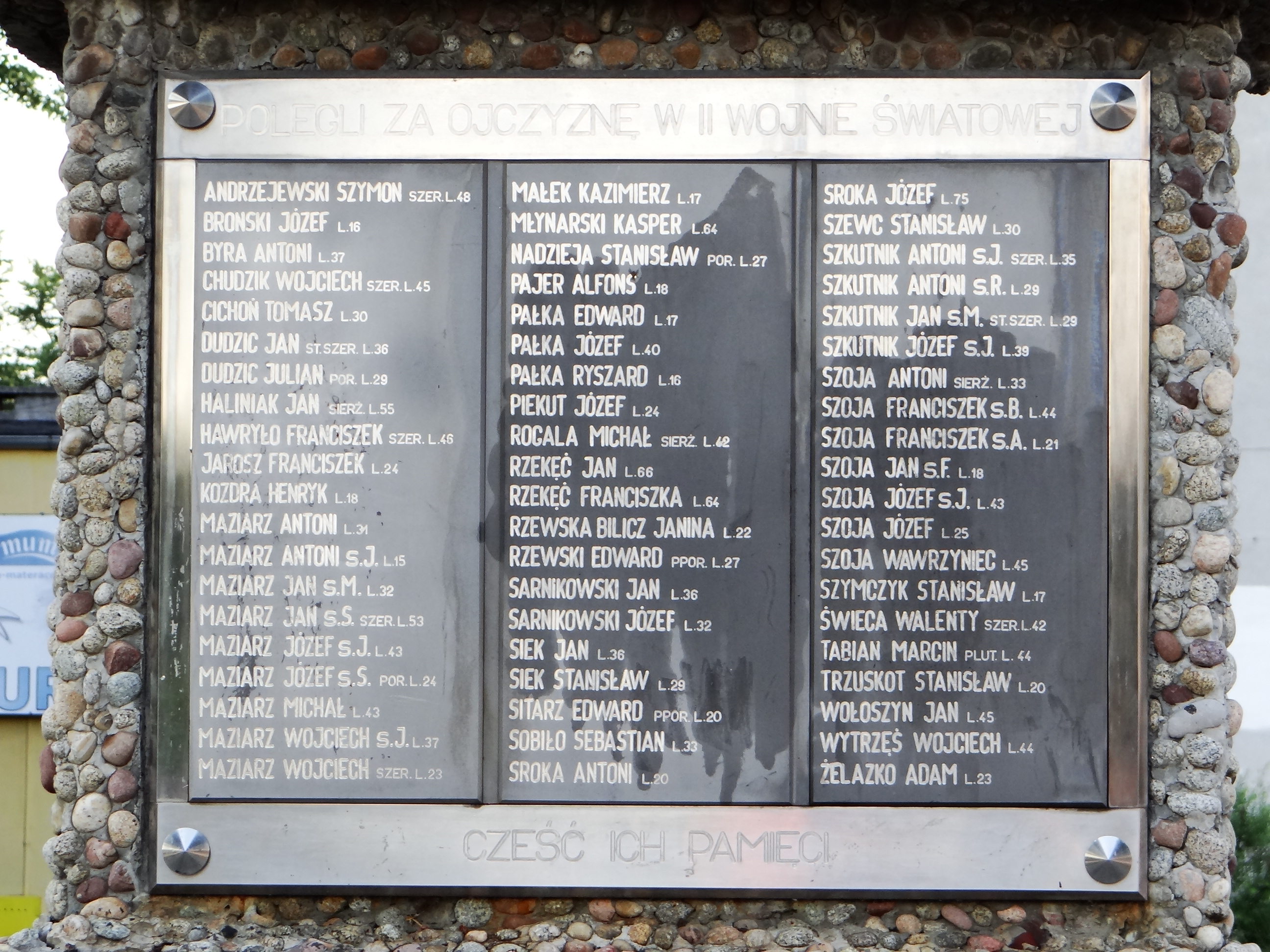
Tablica na pomniku z nazwiskami Zarzeczan, którzy zginęli w czasie II wojny światowej

W czasie II wojny światowej, w 1943, w związku ze zwiększeniem się ilości oddziałów partyzanckich w Lasach Janowskich okupant niemiecki podjął decyzję o walce z tą formą oporu poprzez pacyfikację okolicznych wsi. W Zarzeczu akcję pacyfikacyjną przeprowadzono 10 lipca 1943 roku. Niemcy wkroczyli i zbierali mężczyzn w centrum wsi. Z ponad 150 zebranych osób wypuszczono mających ponad 60 lat i pracujących w zarzeckim tartaku. W efekcie wywieziono ponad 100 mężczyzn do obozu w Budzyniu, skąd zarzeczanie trafili do obozów koncentracyjnych. Dzień później, nie bacząc na niebezpieczeństwo, proboszcz ksiądz Józef Markiewicz odprawił mszę św., w której uczestniczyły płaczące kobiety i dzieci. Rokrocznie w rocznicę tego wydarzenia (tzw. niedziela płaczu) obchodzone jest święto ku pamięci wywiezionych.

## Osoby związane z Zarzeczem
Pochodzący z Zarzecza
- Franciszek Dziedzic[74]

- Wiktoria Jarosz
- Kazimierz Pliszka
- Zbigniew Powęska
- Edward Sitarz
- Jan Sobiło
- Marcin Stupczy
- Barbara Stypuła[75]
- Zbigniew Szkutnik
- Antoni Szoja
- Paweł Szoja

Właściciele dóbr w Zarzeczu
- Leon Kłodnicki
- Feliks Kłodnicki
- Julian Maleczyński
- Klemens Kostheim
- Stanisław Kostheim
- Stanisław Jerzy Hofmokl

Przebywający w Zarzeczu
- Edward Bertold – ukrywał się w czasie II wojny
- Władysław Cieśla – policjant granatowy ratujący Żydów; Sprawiedliwy wśród Narodów Świata[76]
- Zefiryn Ćwikliński – malarz, pobyty w majątku Hofmokla
- Józef Kostrzewski – ukrywał się w czasie II wojny
- Stefania Łobaczewska – ukrywała się w czasie II wojny
- Bronisława Ostrowska – poetka, pobyty w majątku Hofmokla
- Jan Patrzyk – ksiądz katolicki, czciciel Matki Bożej Śnieżnej, poświęcił jej obraz w 1944
- Jerzy Sawicki – ukrywał się w czasie II wojny

## Zabytki
W Zarzeczu status zabytku nieruchomego wpisanego do rejestru zabytków ma cmentarz parafialny. Swój zabytkowy wymiar miały stary kościół i kapliczka (patrz zdjęcia wyżej), jednak m.in. ich przeniesienie z jednego miejsca na drugie pozbawiły je tego waloru.

## Literatura
- „Rocznik Przemyski”, t. 45, 2009, z. 4, s. 214–215.